# Enxara do Bispo
Enxara do Bispo ist ein Ort und eine ehemalige Gemeinde (Freguesia) im portugiesischen Kreis Mafra. Die Gemeinde hatte 1734 Einwohner (Stand 30. Juni 2011).
Am 29. September 2013 wurden die Gemeinden Enxara do Bispo, Gradil und Vila Franca do Rosário zur neuen Gemeinde União das Freguesias de Enxara do Bispo, Gradil e Vila Franca do Rosário zusammengeschlossen. Enxara do Bispo ist Sitz dieser neu gebildeten Gemeinde.